# Lovex
Lovex est un groupe de rock finlandais, originaire de Tampere. 

## Biographie
Lovex est formé en 2002 à Tampere. Le groupe se popularise dans son pays en août 2005 grâce à son single Bleeding, puis un deuxième single Guardian Angel est publié en février 2006. Leur album Divine Insanity est publié au mois de mars de la même année. Le single Guardian Angel atteint la 9e place des classements musicaux allemands, la 5e place des classements autrichiens, et la 11e place des classements finlandais.
Ils participent également aux sélections du Concours Eurovision de la chanson 2006 avec leur chanson Guardian Angel, pour représenter la Finlande. Ils sont allés en finale mais n'ont pas été retenus, le choix s'étant porté sur le groupe de hard rock Lordi qui, par ailleurs, remporte le concours. Le groupe commence une carrière internationale en Allemagne avec le single Guardian Angel sorti le 5 janvier 2007. L'album Divine Insanity sort dans le même pays le 16 février 2007. Lovex fait son retour en février avec le single Take a Shot. L'album Pretend or Surrender sort en avril de la même année, suivi du single Turn en mai. Le Single suivant, Don't Let Me Fall, est sorti en juillet, suivi de la chanson Marble Walls. 
En 2011, le groupe publie son troisième album, Watch Out!,. En 2013 sort l'album State of Mind. Puis en 2016 c'est au tour de l'album 
Dust Into Diamonds de voir le jour.

## Membres
- Theon McInsane (né Torsti Mäkinen[7], le 26 juillet 1982) - chant
- Vivian Sin'Amor (né Risto Katajisto[8], le 8 septembre 1981) - guitare
- Sammy Black (né Sami Saarela[8], le 1er janvier 1982) - guitare
- Christian (né Teppo Kristian Toivonen[8], le 18 août 1983) - clavier
- Julian Drain (né Juho Järvensivu, le 11 mars 1988) - batterie
- Jason (né Timo Karlsson, le 7 mai 1982) - basse

## Discographie
- 2006 : Divine Insanity
- 2008 : Pretend or Surrender
- 2011 : Watch Out!
- 2013 : State of Mind
- 2016 : Dust Into Diamonds (10th Anniversary Album)